# Joachim Kühn
Joachim Kühn (Leipzig, 15 maart 1944) is een Duitse jazzpianist.

## Biografie
Kühn werd opgeleid als klassiek pianist. Hij kwam op jonge leeftijd uit als concertpianist, maar onder invloed van zijn oudere broer, de klarinettist Rolf Kühn, werd hij steeds enthousiaster over jazz. Na een kwintetproject met Ernst-Ludwig Petrowsky, Heinz Becker, Klaus Koch en de drummer Wolfgang Henschel (1962) en regelmatige optredens in het Werner Pfüller Quintet (1963) speelde hij in de bigband van Klaus Lenz en 1964 in Praag. In hetzelfde jaar trad hij op tijdens de Warschau Jazz Jamboree en richtte hij een eerste trio op (met Klaus Koch en Reinhard Schwartz), dat zeer invloedrijk was in het jazzcircuit in de DDR en waarmee hij zich concentreerde op de vrije improvisatie. In 1966 verhuisde hij naar de Bondsrepubliek Duitsland en trad hij in hetzelfde jaar op met zijn broer Rolf, zowel op het Newport Jazz Festival alsook op de Berliner Jazztage. In 1968 verhuisde hij naar Parijs. Na bands in het freejazz-idioom, waarin Kühn speelde met Eje Thelin, Jacques Thollot en Michel Portal en ook optrad als altsaxofonist, concentreerde hij zich in de jaren 1970 vooral op projecten op het gebied van jazzrock, waaronder met Jean-Luc Ponty, Philip Catherine, Alphonse Mouzon, Pierre Courbois, Jan Akkerman, Billy Cobham, Zbigniew Seifert en Aldo Romano. Midden jaren 1970 woonde hij enige tijd in Californië. Hij verwierf zijn grootste reputatie als jazzpiano-virtuoos in het trio dat al meer dan tien jaar bestaat sinds 1985 met de bassist Jean-François Jenny-Clark en de drummer Daniel Humair. Hij is een van de weinige pianisten met wie Ornette Coleman optrad. Cd-opnamen, die vooral interessant zijn qua geluid, zijn gemaakt samen met de producent Walter Quintus. Vervolgens speelde hij enerzijds met zijn nieuwe trio (met Jean-Paul Céléa en Wolfgang Reisinger), maar ook in een kwintet met Dominique Pifarély en Rudi Mahall, anderzijds opende hij zich steeds meer voor wereldmuziek en sinds 2007 speelt hij in een trio met Majid Bekkas en Ramón López (maar ook met Rabih Abou-Khalil). Sinds 2010 speelt Kühn ook in een trio met Christian Lillinger en Sébastien Boisseau. Zijn soloalbum Melodic Ornette Coleman werd bekroond in het tweede kwartaal van 2019 en geplaatst op de toplijst van de prijs van de Duitse platencritici. Joachim Kühn en zijn broer Rolf (klarinet) ontvingen de Jazz Echo Prize 2011 voor hun levenswerk in juni 2011. In mei 2014 ontving hij de Jazz Echo Prize 2014 in de categorie «Instrumentalist of the Year National piano/keyboards». Zijn album Colors (met Ornette Coleman) ontving in 1998 de prijs van de Duitse platenkritiek.

## Privéleven
Kühn woont nu in Parijs en Ibiza.

## Discografie

### Solopiano
- 1971: Solos (EPM Musique, Parijs)
- 1976: Solo Now (naast Albert Mangelsdorff, Gunter Hampel en Pierre Favre; MPS Records, LP)
- 1977: Charisma
- 1980: Snow in the Desert
- 1981: United Nations
- 1984: Distance (CMP)
- 1988: Situations
- 1990: Dynamics (CPM Records, Zerkall geluidsstudio)
- 1999: The Diminished Augmented System
- 2005: Piano Works I - Allegro Vivace (ACT)
- 2019: Melodic Ornette Coleman: Piano Works XIII (ACT)

### Trio met Daniel Humair en Jean-François Jenny-Clark
- 1985: Easy to Read (OWL Records (Frankrijk), Parijs)
- 1987, 1995: Joachim Kühn Birthday Edition (ACT, opnamen van de Berliner Jazztagen 1987 en 1995
- 1988: 9-11 P.M. Town Hall
- 1988: From Time to Time Free
- 1989: Live Théâtre de la Ville, Parijs 1989
- 1991: Carambolage met de WDR Big Band Köln
- 1993: Usual Confusion
- 1997: Triple Entente (Mercury Records/PolyGram)

### Andere bezettingen
- 1967: Impressions of New York (Rolf en Joachim Kühn Quartett, met Jimmy Garrison en Aldo Romano; Impulse! Records)
- 1975: Hip Elegy (metTerumasa Hino, Philip Catherine, John Lee, Naná Vasconcelos, Alphonse Mouzon)
- 1976: Springfever (met Philip Catherine, John Lee, Gerald Brown; Atlantic Records)
- 1978: Joachim Kühn Band featuring Jan Akkerman & Ray Gomez
- 1979: Joachim Kühn & Jan Akkerman Live (vinyl-lp ATL)
- 1981: Nightline New York (met Michael Brecker, Eddie Gomez, Billy Hart, Bob Mintzer en Mark Nauseef)
- 1982: Balloons (met Jasper van't Hof; MPS Records, vinyl, lp, album)
- 1983: I'm not Dreaming (met Ottomar Borwitzky, George Lewis, Mark Nauseef, Herbert Försch, vinyl-lp)
- 1983: Sura (met Mark Nauseef, Markus Stockhausen, Trilok Gurtu, David Torn)
- 1989: Dark (met Walter Quintus, Digital Soundboard)
- 1991: Get up Early (met Walter Quintus, Digital Soundboard)
- 1992: Euro African Suite (met  Ray Lema, Jean-François Jenny-Clark, Manuel Wandji, Raymond Doumbé, Francis Lassus en Moussa Sissoko; BUDA Records)
- 1996: Colors (met Ornette Coleman)
- 2002: Bach Now – Live  (met het Thomanerchor Leipzig)
- 2004: Journey to the Center of an Egg (met Rabih Abou-Khalil en Jarrod Cagwin)
- 2005: 'Poison (met Jean-Paul Céléa en Wolfgang Reisinger)
- 2009: Piano Works IX – live at Schloss Elmau (ACTEPM Musique) met Michael Wollny
- 2011: Chalaba (mit Majid Bekkas en Ramón López)
- 2011/2012: Joachim Kühn Trio Voodoo Sense (met Majid Bekkas, Ramón López en Archie Shepp e.a.)
- 2012: Rolf & Joachim Kühn Quartett Lifeline (met John Patitucci en Brian Blade Impulse! Records)
- 2016: Joachim Kühn New Trio: Beauty & Truth (met Chris Jennings en Eric Schaefer (Schlagzeug); ACT)
- 2018: Joachim Kühn New Trio: Love & Peace (met Chris Jennings en Eric Schaefer; ACT)

### Als sideman
- 1965: Zbigniew Namysłowski Quartet w/ Joachim Kühn: Live at Kosmos, Berlin (met Joachim Kühn, Janusz Kozłowski en Czesław Bartkowski; ITM Records)
- 1974: Assocation P. C. + Jeremy Steig: Mama Kuku (MPS Records)
- 1980: Big Foot (met Danny Toan, Joachim Kühn, John Lee en Gerry Brown; inak cd)
- 1991: Eartha Kitt Thinking Jazz (met Rolf Kühn, Jerry Bergonzi, Jesper Lundgaard en Daniel Humair; ITM Records)
- 2009: Christian Lillingers Grund, First Reasons, Clean Feed Records

## Documentaire films
- 2013: Transmitting (Regie: Christoph Hübner)
- 2019: Brüder Kühn – Zwei Musiker spielen sich frei (regie: Stephan Lamby)